# Lacave (Ariège)
Lacave település Franciaországban, Ariège megyében. Lakosainak száma 116 fő (2022. január 1.). Lacave La Bastide-du-Salat, Betchat, Prat-Bonrepaux és Castagnède községekkel határos.

## Népesség
A település népességének változása:
| Lakosok száma | 135  | 148  | 109  | 116  | 139  | 151  | 145  | 124  | 121  | 116  |
|               | 1968 | 1982 | 1990 | 2006 | 2013 | 2015 | 2017 | 2019 | 2020 | 2022 |